# One Milkali (One Blood)
A One Milkali (One Blood) (magyarul: Egy vér) az ausztrál Electric Fields dala, mellyel Ausztráliat képviselték a 2024-es Eurovíziós Dalfesztiválon Malmőben. A dal belső kiválasztás során nyerte el a dalversenyen való indulás jogát.

## Eurovíziós Dalfesztivál
2024. március 5-én az SBS bejelentette, hogy az együttes képviseli Ausztráliát az Eurovíziós Dalfesztiválon. A dalt a videoklippel együtt ugyanezen a napon mutatták be a YouTubeon, az Eurovíziós Dalfesztivál hivatalos csatornáján.
A dalt először a május 7-én rendezendő első elődöntőben fellépési sorrendben tizenharmadikként adták elő, az Azerbajdzsánt képviselő Fahree és Ilkin Dovlatov Özünlə apar című dala után és a Portugáliát képviselő Iolanda Grito című dala előtt. Az elődöntőben a nézői szavazatok pontjai alapján nem került be a dal a május 11-én megrendezésre került döntőbe.
A következő ausztrál induló Go-Jo Milkshake Man című dala volt a 2025-ös Eurovíziós Dalfesztiválon.